# Regionaal park Cuenca Alta del Manzanares
Het Regionaal Park Cuenca Alta del Manzanares (Spaans: Parque regional de la Cuenca Alta del Manzanares) is een natuurpark in Madrid in Spanje. Het natuurpark werd opgericht in 1985 en is 42583 hectare groot. Het natuurpark omvat gebergte, naald- en steeneikbossen.